# Phigalia hyemaria
Phigalia hyemaria är en fjärilsart som beskrevs av Moritz Balthasar Borkhausen 1794. Phigalia hyemaria ingår i släktet Phigalia och familjen mätare. Inga underarter finns listade i Catalogue of Life.